# Плавання на відкритій воді на Чемпіонаті світу з водних видів спорту 2007
Змагання з плавання на відкритій воді на Чемпіонаті світі з водних видів спорту 2007 тривали з 18 до 25 березня на Пляжі Сент-Кілда поблизу Мельбурна (Австралія).

## Таблиця медалей
| Місце               | Країна                | Золото | Срібло | Бронза | Загалом |
| ------------------- | --------------------- | ------ | ------ | ------ | ------- |
| 1                   | Росія (RUS)           | 4      | 2      | 2      | 8       |
| 2                   | Німеччина (GER)       | 2      | 1      | 0      | 3       |
| 3                   | Італія (ITA)          | 0      | 1      | 0      | 1       |
| 3                   | Велика Британія (GBR) | 0      | 1      | 0      | 1       |
| 3                   | США (USA)             | 0      | 1      | 0      | 1       |
| 6                   | Австралія (AUS)       | 0      | 0      | 2      | 2       |
| 7                   | Єгипет (EGY)          | 0      | 0      | 1      | 1       |
| 7                   | Греція (GRE)          | 0      | 0      | 1      | 1       |
| Загалом (8 збірних) | Загалом (8 збірних)   | 6      | 6      | 6      | 18      |

- Рекорд(*)

## Медалі за дисциплінами

### Чоловіки
| Дисципліна       | Золото                            | Срібло                            | Бронза                          |
| 5 км докладніше  | Томас Лурц (GER) 56:49.6          | Євген Дратцев (RUS) 56:50.7       | Спірідон Янніотіс (GRE) 56:56.6 |
| 10 км докладніше | Володимир Дятчин (RUS) 1:55:32.52 | Томас Лурц (GER) 1:55:32.58       | Євген Дратцев (RUS) 1:55:47.31  |
| 25 км докладніше | Юрій Кудінов (RUS) 5:16:45.55     | Марко Форментіні (ITA) 5:18:36.80 | Мохамед Занаті (EGY) 5:19:23.23 |

### Жінки
| Дисципліна       | Золото                          | Срібло                                 | Бронза                              |
| 5 км докладніше  | Лариса Ільченко (RUS) 1:00:41.3 | Катерина Селівьорстова (RUS) 1:00:43.6 | Кейт Брукс-Пітерсон (AUS) 1:00:47.6 |
| 10 км докладніше | Лариса Ільченко (RUS) 2:03:57.9 | Кессі Петтен (GBR) 2:03:58.9           | Кейт Брукс-Пітерсон (AUS) 2:03:59.5 |
| 25 км докладніше | Брітта Камрау (GER) 5:37:11.66  | Кейлін Келлер (USA) 5:39:39.62         | Ксенія Попова (RUS) 5:39:51.51      |